# نخر الغفة
نخر الغفة (الاسم العلمي:Tilletia aristidae) هو نوع من الفطريات يتبع جنس النخر من الفصيلة النخرية.